# Baronia del Vaud
La Signoria o Baronia del Vaud fu un dominio feudale e uno stato del Sacro Romano Impero, corrispondente all'incirca ai moderni cantoni svizzeri di Vaud e Friburgo, che venne data spesso in appannaggio a rami cadetti di Casa Savoia. Il suo centro amministrativo era la località di Moudon (Losanna e Friburgo, le principali città della regione, a quel tempo erano infatti sotto il dominio di altri signori). 

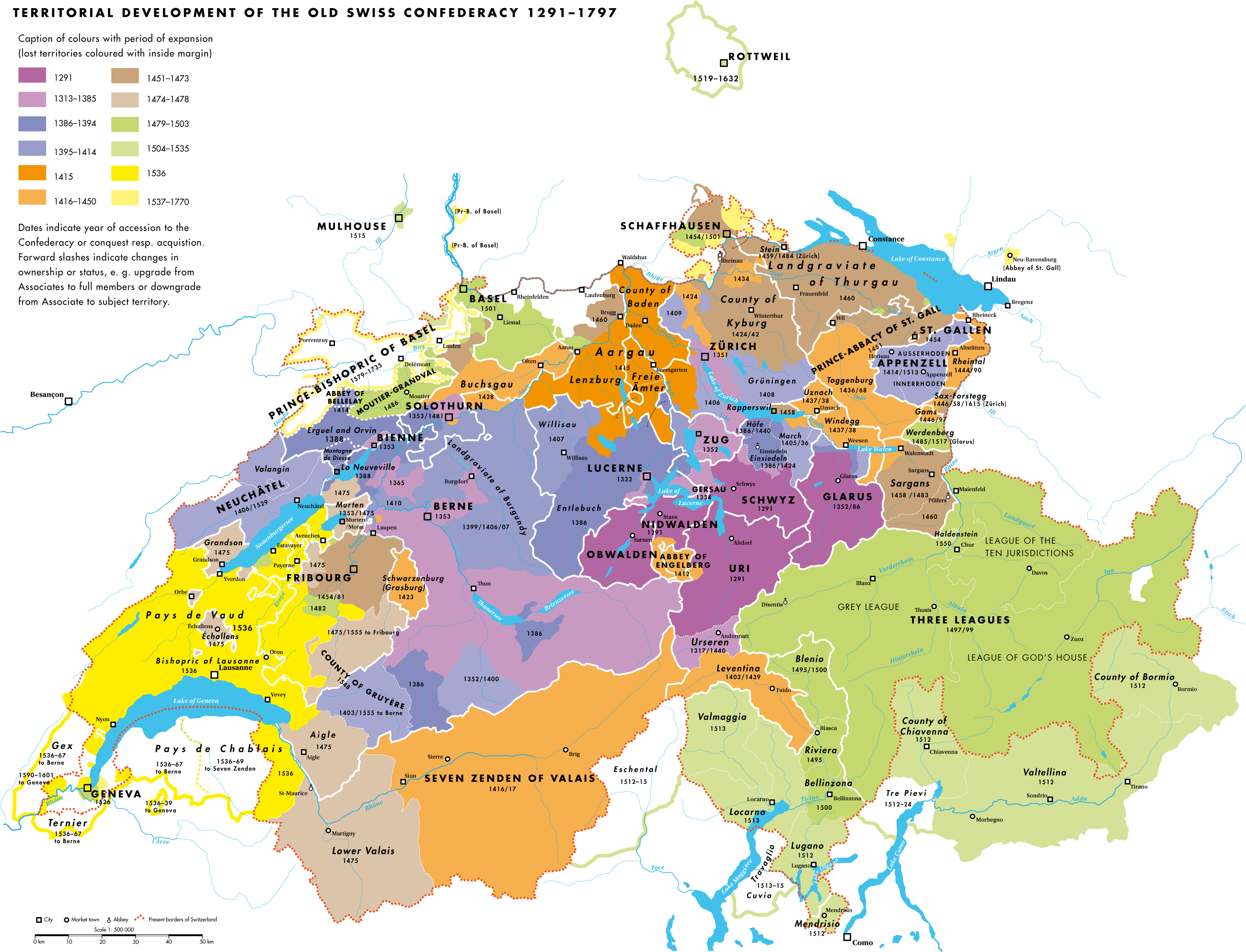
In questa mappa che mostra l'espansione della Confederazione Svizzera, i territori segnati in giallo ed annessi nel 1536, corrispondono all'incirca a quelli appartenuti in precedenza alla Baronia del Vaud

## Storia
La Baronia venne creata in seguito al processo di acquisizioni intrapreso da Pietro II di Savoia, fratello del Conte Tommaso II di Savoia (Pietro II successivamente divenne egli stesso Conte di Savoia, in seguito alla morte senza eredi diretti del nipote Bonifacio di Savoia e del costume di casa Savoia che il maschio più anziano rimasto governasse). Queste acquisizioni cominciarono a partire dal 1234 e culminarono con la formalizzazione dei rapporti di vassallaggio della Baronia con i Conti di Savoia e l'Impero, avvenuta nel 1286.

Baronia Savoia di Vaud

La Baronia fu a lungo uno stato semi-indipendente, governata da un ramo cadetto dei Savoia, capace di entrare in relazione diretta con suoi formali superiori vassallatici, gli Imperatori del Sacro Romano Impero e di combattere autonomamente al fianco dei Re di Francia nel corso della Guerra dei Cent'anni.
Cessò di esistere come stato autonomo quando Caterina di Savoia-Vaud, ultima discendente della famiglia, vendette nel 1359 i propri diritti ad Amedeo VI Conte di Savoia.

La Baronia, integrata negli Stati Sabaudi, fu continuamente accresciuta dai Duchi, ad esempio con l'annessione della stessa città di Friburgo tra il 1452 e il 1476.
Ancora una volta, nel 1465, la Baronia venne data in appannaggio dal Duca Amedeo IX di Savoia al fratello Giacomo di Savoia-Romont. In quegli anni di contese dinastiche nel Ducato di Savoia, l'evidente debolezza del potere sabaudo indusse la Confederazione degli otto cantoni a sottrarre Vaud e Vallese alla dominazione sabauda con la vittoria conseguita il 13 novembre 1475 nella battaglia di Planta. Giacomo dovette definitivamente accettare la perdita di Vaud (Pace di Friburgo).
Il titolo di Barone di Vaud rimase poi tra quelli riservati ai sovrani della Casa di Savoia, anche dopo che nel 1536 il Vaud venne conquistato e annesso dagli Svizzeri.

## Lista dei baroni
- Pietro II di Savoia barone 1234–68, anche Conte di Savoia dal 1263
- Beatrice di Savoia (1237-1310) baronessa 1268–71, figlia del precedente
  - Ghigo VII del Viennois (associato alla baronia 1268–70 marito della precedente)
- Filippo I di Savoia barone 1271–81 (morto nel 1285), anche Conte di Savoia dal 1268
- Luigi I di Savoia-Vaud barone 1285–1302 figlio cadetto di Tommaso II di Savoia, fratello del conte Amedeo V di Savoia
- Luigi II di Savoia-Vaud barone 1302–49 figlio del precedente
- Caterina di Savoia-Vaud baronessa 1349–59 (morta nel 1388) figlia del precedente
  - Raoul II di Brienne, Conte di Eu (associato alla baronia 1349–50 secondo marito della precedente)
  - Guglielmo I, Margravio di Namur (associato alla baronia 1352–59 terzo marito della precedente)
- 1359 la Baronia è annessa direttamente ai domini dei Conti di Savoia
- Giacomo di Savoia-Romont barone 1465–76
- a partire dal 1476 tutti i sovrani sabaudi sempre si fregiarono, tra gli altri, anche del titolo di Baroni del Vaud